# Thomas Seitz (Fußballspieler)
Thomas Seitz (* 14. Juli 1969) ist ein ehemaliger deutscher Fußballspieler.

## Karriere
Seitz kam 1989 vom Nürnberger Kreisligisten DJK SF Langwasser in die Amateurabteilung des 1. FC Nürnberg. Für den Club spielte er vier Jahre in der Landesliga. In der Saison 1992/93 half er im Bundesligateam aus. Er absolvierte zwei Spiele, dabei wurde er jeweils eingewechselt. Nach der Spielzeit wechselte Seitz zum Lokalrivalen SpVgg Fürth, für die er bis 1996 in der Regionalliga Süd spielte. Anschließend ging er zum 1. SC Feucht. Seine letzte Saison bestritt er beim ASV Neumarkt in der Bayernliga.